# آروا دامون
آروا دامون (انگلیسی: Arwa Damon) خبرنگار شبکه سی ان ان.
وی تا قبل از پیوستن به سی ان ان در سال ۲۰۰۶ به صورت یک خبرنگار آزادکار اخبار خاورمیانه را پوشش می‌داد. وی این کار را از سال ۲۰۰۳ آغاز کرد.

## سال‌های آغازین زندگی
وی در بوستون از پدری آمریکایی و مادری سوری متولد شد. وی سال‌های کودکی اش را در ماساچوست سپری کرد.

## زندگی حرفه ای
وی خبرنگاری را بعد از حادثه یازده سپتامبر آغاز کرد.